# Thomas Dunne (político)
Thomas Dunne (10 de março de 1926 - 3 de agosto de 1990) foi um político irlandês do partido Fine Gael e Teachta Dála (TD) para Tipperary North de 1961 a 1977.
Em 1973, Dunne foi nomeado membro da segunda delegação do Oireachtas ao Parlamento Europeu.